# Orange Blossom Special (album)
Orange Blossom Special je 20. album Johnnyja Casha objavljen 1965. u izdanju Columbia Recordsa. Među ostalima, na albumu su se našle poznata naslovna i tri obrade pjesama Boba Dylana. Cash je postao Dylanov dobar prijatelj i suradnik u nekoliko prilika, uključujući tzv. "Nashville sessions", set neobjavljenih pjesama snimljenih početkom 1969., dok je Dylan radio na albumu Nashville Skyline. Bob Dylan je 1969. bio i prvi gost u Cashovoj emisiji The Johnny Cash Show. "It Ain't Me Babe" je duet s njegovom budućom suprugom, June Carter, kao i "When It's Springtime in Alaska". Na albumu se nalaze i obrada "Wildwood Flower", zaštitne pjesme Maybelle Carter. Stara narodna "Danny Boy" pojavit će se i na albumu American IV: The Man Comes Around 2004. Orange Blossom Special 2002. je reizdao Legacy Recordings s tri bonus pjesme, od kojih je jedna bila alternativna verzija pjesme koja se nalazila na originalnom albumu. "Engine One-Forty-Three" je još jedna stara pjesma Carter Family, koju će Cash kasnije izvesti na tribute koncertu 2003. Ta izvedba bila je posljednja pjesma koju je Cash snimio.

## Popis pjesama
1. "Orange Blossom Special" (Ervin T. Rouse) – 3:06
2. "Long Black Veil" (Marijohn Wilkin, Danny Dill) – 3:06
3. "It Ain't Me Babe" (Bob Dylan) – 3:03
4. "The Wall" (Harlan Howard) – 2:09
5. "Don't Think Twice, It's All Right" (Dylan) – 2:56
6. "You Wild Colorado" (Cash) – 1:45
7. "Mama, You've Been on My Mind" (Dylan) – 3:02
8. "When It's Springtime in Alaska" (Tillman Franks) – 2:36
9. "All of God's Children Ain't Free" (Cash) – 2:11
10. "Danny Boy" (Frederick Weatherly) – 5:08
11. "Wildwood Flower" (A.P. Carter) – 2:10
12. "Amen" (Jester Hairston) – 2:05

### Bonus pjesme
1. "Engine One-Forty-Three" (A.P. Carter) – 3:31
2. "(I'm Proud) The Baby is Mine" (Cash) – 2:30
3. "Mama, You've Been on My Mind" (Dylan) – 2:54

## Izvođači
- Johnny Cash - vokali
- June Carter - vokali
- Luther Perkins, Norman Blake, Ray Edenton - gitara
- Marshall Grant - bas
- W.S. Holland - bubnjevi
- Bill Pursell - kalvir
- Charlie McCoy - harmonika
- Bill McElhiney, Karl Garvin - truba
- Boots Randolph - saksofon

## Ljestvice
Album - Billboard (Sjeverna Amerika)
| Godina | Ljestvica      | Pozicija |
| ------ | -------------- | -------- |
| 1965.  | Country albumi | 3        |
| 1965.  | Pop albumi     | 49       |

Singlovi - Billboard (Sjeverna Amerika)
| Godina | Singl                    | Ljestvica        | Pozicija |
| ------ | ------------------------ | ---------------- | -------- |
| 1964.  | "It Ain't Me, Babe"      | Country singlovi | 4        |
| 1964.  | "It Ain't Me, Babe"      | Pop singlovi     | 58       |
| 1965.  | "Orange Blossom Special" | Country singlovi | 3        |
| 1965.  | "Orange Blossom Special" | Pop singlovi     | 80       |

## Vanjske poveznice
- Podaci o albumu i tekstovi pjesama